# Drosophila lummei
Drosophila lummei är en tvåvingeart som beskrevs av Walter Leopold Victor Hackman 1972. Drosophila lummei ingår i släktet Drosophila och familjen daggflugor.
Artens utbredningsområde täcker Skandinavien och Ryssland. Arten är reproducerande i Sverige.